# Gmündertobelbrücke
Il Gmündertobelbrücke (letteralmente "Ponte Gmündertobel") nel cantone svizzero di Appenzello Esterno collega la Steinerstrasse (strada principale 463) tra le città di Stein e Teufen attraverso la gola del fiume Sitter. Si trova a pochi chilometri a sud della città di San Gallo, ma non fa parte del sentiero dei ponti di San Gallo perché non si trova nel cantone di San Gallo. Il ponte è un importante esempio dei primi ponti ad arco in cemento e, quando fu completato nel 1908, fu per breve tempo il ponte ad arco in cemento con la campata più lunga del mondo. È classificato dal governo svizzero come bene culturale di importanza nazionale.

## Struttura
Il Gmündertobelbrücke attraversa il Sitter con un grande arco in cemento di 79 m di larghezza libera, su cui si aprono due archi a tutto sesto sul lato est e quattro sul lato ovest con luci di 10,25 m ciascuna. La carreggiata del ponte, sopraelevata sull'arco, è di circa 70 m sopra il letto del Sitter. Originariamente il ponte aveva una corsia larga 5,70 m e due marciapiedi larghi 0,60  m, per una larghezza totale fra i parapetti in cemento di 6,90 m. Durante un intervento di ristrutturazione nel 1960 e nel 1961, la soletta stradale fu rinnovata e estesa per un totale complessivo di 10,50 m.

## Storia
Un passaggio in legno sul Sitter nell'area dell'odierno ponte fu menzionato per la prima volta negli anni 1530. Nel 1710 fu costruito un ponte di legno coperto. Dopo un'alluvione nel 1783 venne sopraelevato; per l'occasione, l'orditura del tetto venne sollevata in modo che i cavalieri non dovessero più smontare da cavallo. Nel 1856 fu sostituito dal vecchio Gmündertobelbrücke, un ponte a travatura reticolare in ferro battuto su alti pilastri in ghisa che attraversava la gola a circa 55 m sul livello del mare. Verso il 1900 il ponte cadde in rovina, e poiché nella valle del Sitter c'era abbastanza ghiaia e sabbia, si decise di costruire un ponte in cemento che si estendesse per circa 100 m a valle del vecchio ponte di ferro, in un punto in cui coincideva quasi perfettamente con l'elevazione circostante.
Il nuovo ponte venne progettato da Emil Mörsch, allora professore del Politecnico Federale di Zurigo, assistito dall'ingegnere cantonale di Appenzello Esterno Andreas D. Sutter, che successivamente assunse anche la direzione dei lavori. La costruzione iniziò nel marzo 1907 e fu completata il 7 novembre 1908 con la consegna del ponte al cantone. I costi di costruzione furono notevolmente superiori al prezzo richiesto, in parte a causa del forte aumento dei costi del lavoro e dei materiali. Ciò comportò una perdita di 25.000 franchi per l'impresa edile e il suo successivo fallimento. Le strade di accesso furono realizzate con notevole ritardo, tanto che il ponte venne aperto al traffico solamente il 22 novembre 1909.
Ristrutturazioni fondamentali vennero eseguite prima nel 1960 e nel 1961, assieme a un allargamento della soletta stradale, e poi dal 2011 al 2013, in cui tra le altre cose la soletta stradale è stata rinforzata in linea con le esigenze attuali.

## Dettagli tecnici

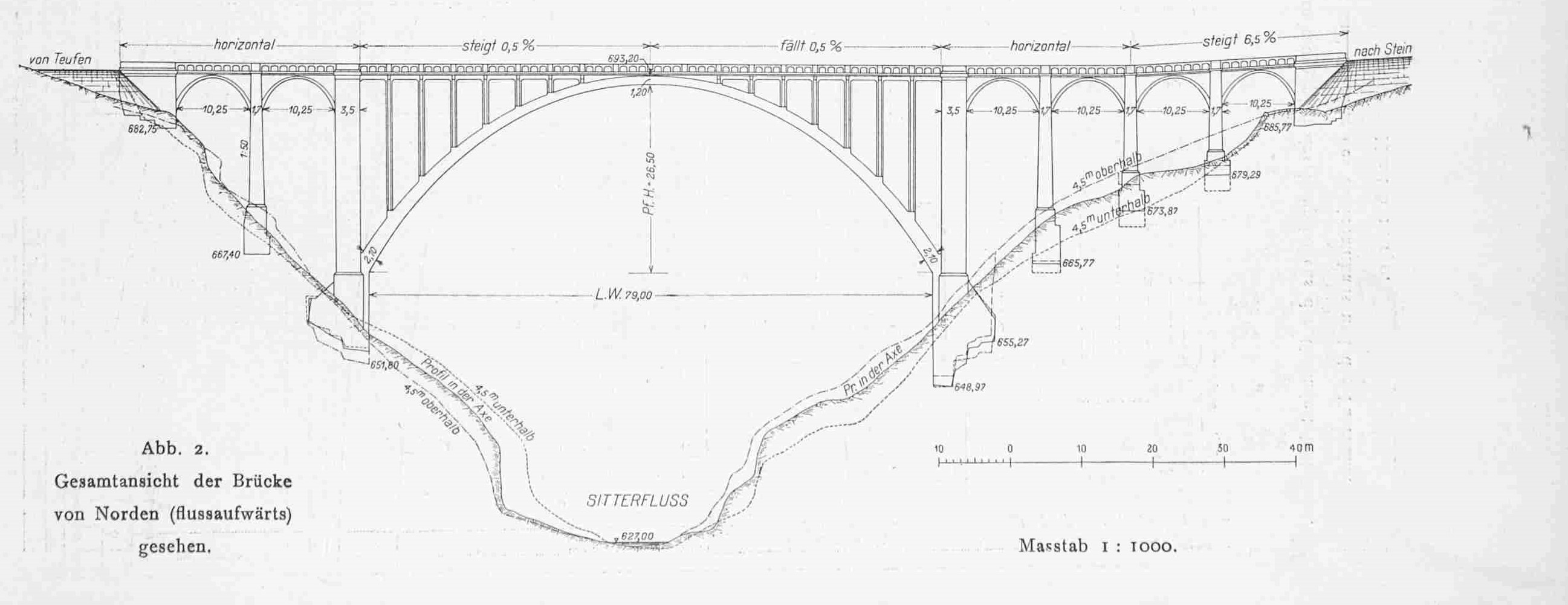
Progetto del Gmündertobelbrücke

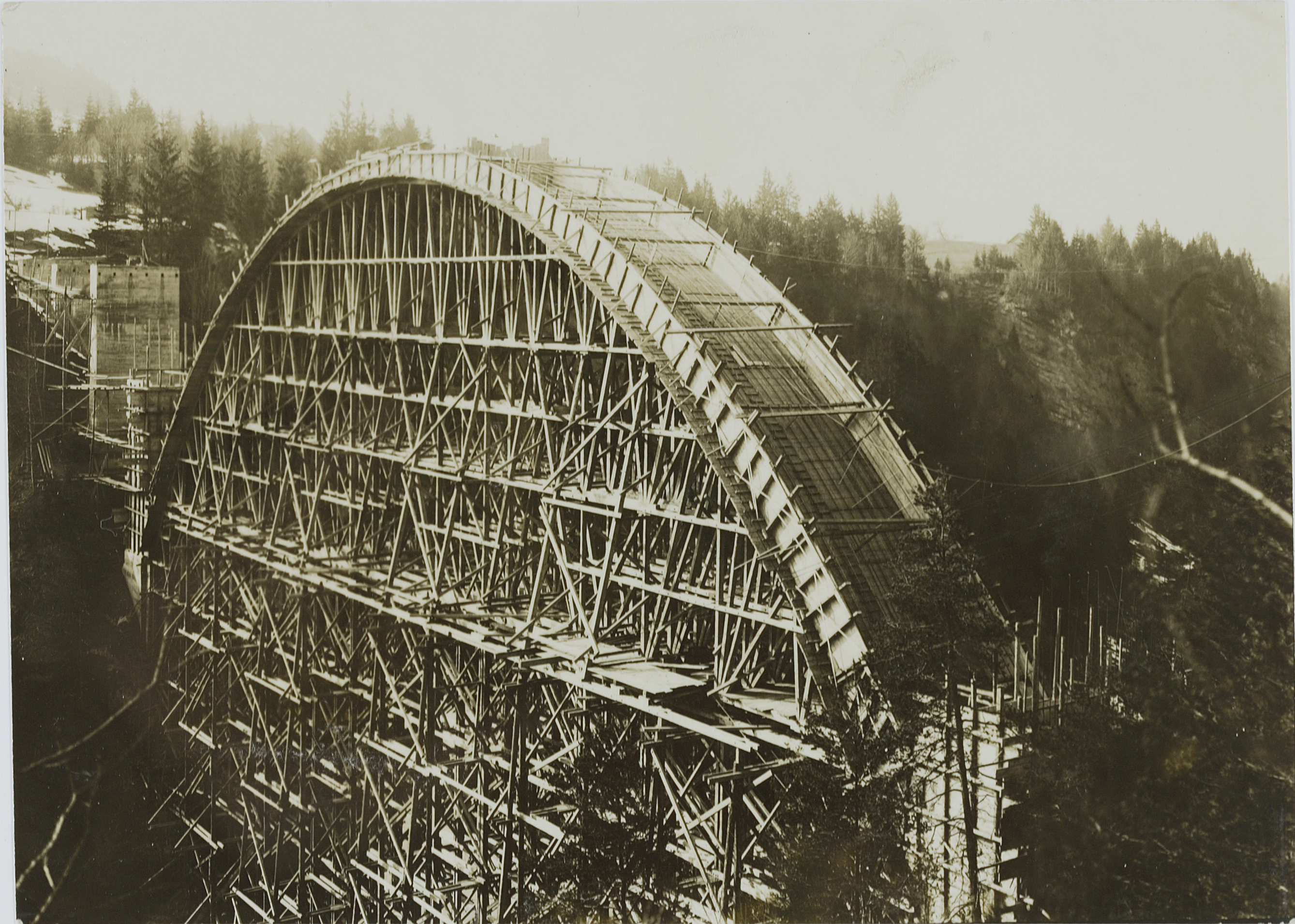
Gmündertobelbrücke in costruzione (1907/08)

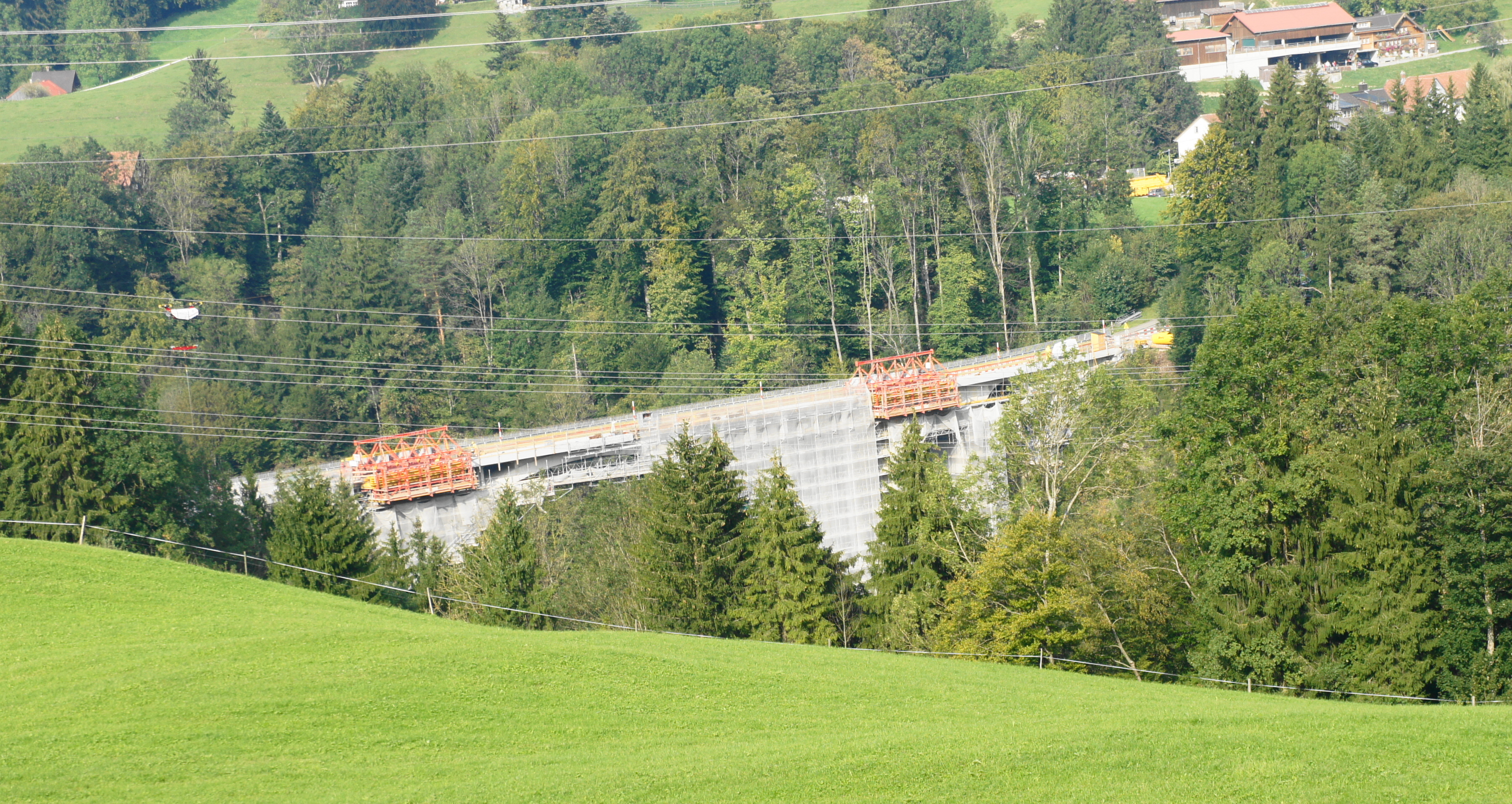
Ristrutturazione (2011)

Nel 1904 Emil Mörsch aveva completato il ponte Grünwalder, con due archi a tre cerniere con campate di 70 m, a quel tempo i più grandi archi in cemento del mondo. Per il Gmündertobelbrücke progettò un arco elastico vincolato senza giunti di 79 m, significativamente più grande. Sebbene il progetto dovesse essere basato sullo standard svizzero del cemento armato del 1906 con le sue stime ancora molto caute sulle sollecitazioni ammissibili, Mörsch calcolò tali stime secondo la sua teoria o metodo dell'elasticità, che presentò in un articolo pubblicato nel 1906. Oggi, il Gmündertobelbrücke è considerato un eccezionale esempio di ponte integrale in cemento, in cui le componenti strutturali sono state collegate per formare strutture monolitiche caratterizzate da un comportamento portante integrale, una realizzazione economica e un'estetica elevata.
L'arco ha una monta di 26,5 m. Di larghezza è 6,50 m  all'apice e 7,50 m sui piedritti. Lo spessore dell'arco aumenta da 1,20 m all'apice fino a 2.13 m ai piedritti. Teoricamente l'arco non doveva essere rinforzato, ma per sicurezza è stata inserita una armatura di ferro spallette superiori e inferiori della volta. L'arco poggia su spalle cementate in profondità nei pendii a circa metà altezza della gola, e che allo stesso tempo costituiscono anche le fondamenta per i grandi pilastri su entrambi i lati dell'arco.Su entrambe le metà dell'arco sono presenti 6 file di quattro supporti ciascuna, che sostengono la soletta stradale, con le posizioni dei supporti corrispondenti alle longherine sotto la carreggiata. I supporti interni hanno una sezione quadrata di 0,50 m × 0,50 m, mentre per ragioni architettoniche ai pilastri esterni è stata munita di una sezione a forma di T, conferendo loro con 0,80 cm un'area di visualizzazione più ampia. Inoltre, i supporti esterni seguono l'andamento della superficie frontale del grande arco. Tutti i supporti sono saldamente collegati sia all'arco che alla soletta stradale.
La soletta stradale è divisa in sezioni di 49,3 m di lunghezza sulle aperture del lato occidentale, in sezioni di 81,8 m sopra l'arco principale e in sezioni di 25,5 m sopra le due aperture del lato est, collegate l'un l'altra originariamente da lastre in lamiera e oggi da giunti di dilatazione. La sezione centrale non poggia sui grandi pilastri. Invece, negli incavi dell'area superiore dei piloni  Mörsch fece inserire un muro di cemento armato di 0,25 di spessore e di 12 m di altezza, saldamente collegato alla soletta stradale. Questo muro in cemento armato è sufficientemente elastico da permettere le espansioni lineari della soletta stradale di 81.8 m (era necessario 1 cm su entrambi i lati, ma sono possibili fino a 2 cm). Tra il muro e il pilastro venne previsto uno spazio di 12 cm per la cassaforma, ma venne ingrandito a 20 cm durante la costruzione per agevolare i lavori.
La carreggiata è leggermente rialzata sopra l'arco principale verso l'apice dell'arco per conferirgli un aspetto più gradevole e per consentire all'acqua piovana di defluire più facilmente. L'intero ponte era originariamente munito di una copertura in asfalto di juta per proteggerlo dall'afflusso di acqua. Con il rifacimento della soletta stradale è stata rinnovata anche l'impermeabilizzazione e sostituito l'originario parapetto in cemento con una ringhiera in acciaio.
Per la costruzione dell'arco del ponte, Richard Coray eresse un banchinaggio che poggiava su basamenti in cemento appositamente realizzate sul fondovalle e sui pendii laterali. Nel processo vennero utilizzati 1,5 m³ di legna ogni 1 m³ dell'arco di cemento. Tuttavia, alla fine fu possibile riutilizzare le travi in legno per un altro viadotto sul Sitter.
Prima dell'inizio dei lavori di betonaggio, vennero eseguiti test dettagliati per determinare le migliori proporzioni di miscelazione di sabbia e ghiaia. Così come per il ponte Iller a Kempten, fu dimostrato che alcuni tipi di sabbia non lavata, cioè con le particelle più fini, davano una maggiore resistenza alla compressione, e allo stesso modo quando la polvere di pietra prodotta durante la rottura delle pietre non veniva lavata. Fu quindi impiegata sabbia di cava fine non lavata, sabbia e ghiaia di fiume grossolana lavata, e ghiaia calcarea non lavata con grandezza dei grani da 1 a 25 mm. Per il trasporto di ghiaia e sabbia dal letto del fiume fu utilizzata una teleferica mentre il cemento venne portato sul sito di montaggio tramite una gru a fune.